# 1-й армейский корпус (США)
1-й армейский корпус (англ. I Corps) — оперативно-тактическое соединение (армейский корпус) Армии США.
Штаб-квартира корпуса расположена на объединённой базе Льюис — Маккорд, штат Вашингтон.

## История
Корпус был создан во время Первой мировой войны, участвовал в нескольких крупных сражениях во Франции, после войны был распущен. Вновь сформирован во время Второй мировой войны, участвовал в боевых действиях на Тихом океане, в частности в освобождении Новой Гвинеи и Филиппин, участвовал в оккупации Японии.
После начала Корейской войны корпус был переброшен в Корею, оставался на Корейском полуострове в течение всех трёх лет войны и ещё двадцати лет после её окончания.
В настоящее время 1-й армейский корпус является боевым соединением Армии США (в частности, он неоднократно был задействован в Иракской войне); оперативно корпус подчинён Индо-Тихоокеанскому командованию ВС США.

## Организация
1-й корпус уникален тем, что среди активных армейских корпусов США он состоит из смеси соединений и частей регулярных сил и резерва СВ США, чьи соединения и части располагаются в 47 из 50 штатов США, в общей сложности около 20 000 человек активных сил и 20 000 человек резерва армии.
 1-й армейский корпус (Льюис — Маккорд, штат Вашингтон)
- 7-я пехотная дивизия (Льюис — Маккорд, штат Вашингтон)
- 11-я воздушно-десантная дивизия (Эльмендорф — Ричардсон, штат Аляска)[1]
- 25-я пехотная дивизия (Шофилд Баррекс, штат Гавайи)
- Японское командование Армии США (Кэмп-Зама, префектура Канагава)
- 17-я артиллерийская бригада (17th Field Artillery Brigade)
- 555-я инженерная бригада (555th Engineer Brigade)
- 593-е экспедиционное командование поддержки (593rd Expeditionary Sustainment Command)
  - 62-я медицинская бригада (62nd Medical Brigade)
- 201-я экспедиционная бригада военной разведки (201st Expeditionary Military Intelligence Brigade)
- 42-я бригада военной полиции (42nd Military Police Brigade)